# Висбур
Висбур (исл. Wisbur) — легендарный правитель свеев из династии Инглингов, персонаж «Круга Земного» Снорри Стурлусона.

## В средневековых источниках
Согласно «Саге об Инглингах», Висбур был сыном конунга Ванланди и Дривы, дочери Сньяра Старого из Земли Финнов. У него было двое сыновей от дочери Ауди Богатого — Гисль («gísl» — «лыжная палка») и Эндур («öndurr» — «лыжа»). Висбур бросил эту женщину, и она вернулась с сыновьями к отцу. Когда Гислю и Эндуру было тринадцать и двенадцать лет соответственно, они потребовали от отца вернуть вено их матери. Тот отказал. Тогда братья обратились к колдунье Хульд, погубившей когда-то их деда Ванланди, за помощью, чтобы отомстить отцу. Хульд помогла Гислю и Эндуру, объявив им, что отныне у Инглингов будут постоянно происходить убийства родичей. Братья ночью сожгли Висбура в доме.
Тьодольв из Хвинира говорит о смерти Висбура следующее:

И в жару

Сгорел Висбур,

Пожран был

Родичем бури.

Когда под кров

К нему дети

Пустили гостить

Татя леса,

И в дымном дому

Грыз владыку

Гарм углей,

Громко воя.
Наследником Висбура стал сын от второй жены Домальди. Автор «Истории Норвегии» сообщает, что «Ванланди был отцом Висбура, чьи сыновья сожгли его заживо вместе со всеми его людьми».

## Мнения учёных
Основной сохранившийся источник, рассказывающий о Висбуре, — «Круг земной» Снорри Стурлусона, сборник саг, составленный в XIII веке. Письменная традиция о ранних Инглингах возникла не раньше XII века, а потому она крайне ненадёжна. По выражению исследовательницы Гвинн Джонс, это скорее «мир легенд и сказок», чем мир истории. Однако в эпизоде о Висбуре впервые в саге появляются мотивы, характерные не для сказок, а для героических сказаний: распря между родичами, сожжение героя в доме. При этом сохраняются сказочные мотивы («говорящие» имена отцеубийц, колдунья с именем, типичным для великанши).
Клаус Крэг видит в рассказе Снорри о Висбуре и его предках Фьёльнире, Свейгдире и Ванланди отражение учения о четырёх стихиях: Фьёльнира убила вода, Свейгдира — земля, Ванланди — воздух, а Висбура — огонь. Джон Мак-Киннелл предположил, что речь здесь идет скорее о трёх разрушительных силах природы.